# NGC 7835
NGC 7835 је спирална галаксија у сазвежђу Рибе која се налази на NGC листи објеката дубоког неба.
Деклинација објекта је + 8° 25' 38" а ректасцензија 0h 6m 46,7s. Привидна величина (магнитуда) објекта NGC 7835 износи 14,6 а фотографска магнитуда 15,5. NGC 7835 је још познат и под ознакама MCG 1-1-31, PGC 505.